# Château de Corabœuf
Le château de Corabœuf est un château situé sur la commune d'Ivry-en-Montagne dans la Côte-d'Or.
Le monument fait l’objet d’un classement au titre des monuments historiques depuis le 28 août 1989 (Donjon) et d'inscriptions depuis les 28 août 1989 (façades et toitures) et 30 avril 1999 (Aile du XIXe siècle).

## Localisation
Il est isolé à flanc de pente légère, à quelques dizaines de mètres au sud de la commune d'Ivry-en-Montagne, et à 7 km au nord de Nolay via Aubigny-la-Ronce. Le domaine est mitoyen à l'ouest de la RD 17d, dont il n'est séparé que par un mur. La RN 6 passe non loin à l'est. Un accès pour véhicules se fait au nord par une petite voie carrossable qui donne sur un parking herbeux qui donne sur l'aile nord.

## Description
Le château est bâti en retour d'équerre, avec une aile nord et une aile est. Un donjon en assure la jonction. L'aile nord est bordée côté parking par un fossé demi-remblayé.

### Aile nord
L'aile nord attenante au mur ouest du donjon comprend un corps de logis élevé en 1860 sur du bâti antérieur sous l'égide de Paul-Désiré Richard d'Ivry. Ce corps de logis est aménagé dans le style néo-gothique par l'architecte Roidot-Errard. Le décor intérieur a été conçu par l'architecte Charles Suisse et réalisé par Xavier Schanosky (salon orné de boiseries, plafonds peints, …). On peut voir dans la salle à manger au-dessus de la cheminée un tableau représentant Jean-Baptiste Richard d'Ivry et sa famille et, de même au salon, un portrait en pied de Pierre Richard de Curtil gouverneur militaire de Douai. L'entrée du corps de logis (côté cours) se fait par une porte surmontée d'une marquise.Ce corps de logis compte quatre étages : soubassements, rez-de-chaussée, étage carré, étage de combles à lucarnes mansardées, le tout sous toit ardoisé à versant double. Des baies à meneau et croisillons distribuent de la lumière au rez-de-chaussée et à l'étage carré. Côté parking (façade nord) une tour quadrangulaire se voit en flanquement.
Une tour porche prolonge le corps de logis vers l'ouest. Elle est coiffée d'un toit à pavillon couvrant des restes de mâchicoulis.L'entrée principale du château se fait ici via une porte piétonne et charretière de plus grande taille. Sur sa face externe (côté parking), au-dessus des portes, trois fentes restent du pont-levis, ainsi que les armes martelées de la famille d'Ivry.
À l'extrémité ouest de l'aile figure un colombier circulaire à toit conique relié à la tour porche par un pan de mur.

### Donjon
Construction la plus imposante et la plus haute (17-18m), le donjon de 1450, à toit en pavillon couvert de tuiles plates, est une tour quadrangulaire massive (10 m de côté) qui compte quatre échauguettes à meurtrières et toit conique. Ce donjon à deux étages, dont un rez-de-chaussée voûté en croisée d'ogive, avec pilier central hexagonal. Dans ce rez-de-chaussée, on trouve des explications sur le château. Sur ses murs externes, on voit nettement la place d'anciennes ouvertures obturées (pierres de couleurs et structures différentes).

### Aile est
L'aile est, collée face sud du donjon, est le résultat des travaux entrepris à partir de 1763 par Jean Baptiste Richard d'Ivry. C'est une bâtisse avec petite terrasse côté cour et rez-de-chaussée surélevé. La partie la plus proche du donjon compte une porte et trois arches en plein cintre. La troisième arche en partant du donjon fait passage côté parc puis, se trouve une autre porte ouvrant sur une pièce éclairée d'une baie à linteau en accolade. Ensuite vient une porte donnant sur une pièce à vivre, cette porte est surmontée d'une fenêtre à balconnet en ferronnerie. Enfin, une dernière entrée donne sur une ultime pièce. Le niveau supérieur compte neuf fenêtres. Toutes les menuiseries encore visibles dans les années 1980 ont été supprimées et la façade ravalée de neuf. Le toit comprend des motifs de losanges de couleur jaune.
À la pointe sud de cette aile, mais séparée de quelques mètres, il y a une tour ronde à toit conique, dite Tour du chasseur (ex chenil), sur laquelle se voient les armoiries de Catherine de Mypont.

### Dépendances
Une maison d'habitation, à faible distance de l'aile nord, est située sur une butte.
Le long du mur bordant la RD17d se trouve une grange séparée des autres bâtiments, au toit identique à l'aile est.

### Espaces verts, arboretum
Les espaces non bâtis, occupent une surface entre 8 et 10 hectares. La cour d'honneur (cour intérieure) comprend une simple pièce de gazon agrémentée de quelques vases et entourée d'une allée gravillonnée.
Un parc occupe la partie orientale du domaine. Il se divise en deux jardin et terrasse. Un jardin à la française de facture originale composé de six pièces d'herbes folles (façon prairie) de forme et taille égale. Ces pièces de verdure sont entourées d'allées engazonnées strictement tondues. Une allée bordée de chaque côté par des arbustes à fleurs part de l'entrée orientale de l'aile est, et donne sur un escalier de quelques marches qui précède la terrasse.
La terrasse qui prolonge le jardin est limitée à l'ouest par un ancien vivier de longueur à peu près égale à l'aile est et de faible largeur. La terrasse est aussi bornée au sud-est et à l'est de bosquets de haute futaie. La circulation se fait autour de la terrasse par une sente tracée par le piétinement des visiteurs.
Dans le fond, et au milieu de cette terrasse et bâti un pavillon de chasse néo-classique avec rez-de-chaussée et demi-étage avec baies encadrées de crossettes. Au-dessus de la porte, il y a un médaillon à décor de guirlande. Entre le pavillon et le vivier se trouve un large espace de gazon vide de plantation. Du pavillon, si l'on bougeait en ligne droite, on rejoindrait l'entrée orientale de l'aile est.
L'arboretum occupe la partie nord-est du domaine. Il comporte 64 essences différentes. Il est réalisé entre 1996 et 2006. Il contient des variétés de chênes, cèdres, hêtres, noyers, platanes, acacias… Ces aménagements sont les héritiers des jardins et d'une orangerie (disparus tous deux) voulu par Jean-Baptiste Richard d'Ivry.

## Historique
- Entre le XIe siècle et le XIVe siècle, existait une demeure fortifiée bien des Coraboeuf, famille de nobliaux.
- Au début du XVe siècle, le château passe à la puissante famille de Salins qui gravite dans l'entourage du Duc de Bourgogne.
- Vers 1430, à la fin de la guerre de Cent Ans, le château est ravagé par les Écorcheurs. Les Salins font construire en 1450, le donjon et sa tour de l'Ermitage, l'ouvrage d'entrée et les tours d'angle.
- En 1478, Louis XI demanda la destruction des défenses, ce qui n'arriva pas.
- En 1566, Antoine de Salins épouse Catherine de Mypont dont les armoiries seront apposées sur le chenil.
- En 1575, durant la Guerre de religion, c'est le calviniste Jean-Casimir du Palatinat qui s'en prend au domaine (incendie).
- En 1615, le château passe par mariage à deux co seigneurs, Philippe de la Collonge et Daniel d'Esdouard. Puis, il fut uniquement entre les mains de la famille d'Esdouard.
- Après le mariage de la dernière descendante des Esdouard, le château échoit à Charles de Saint-Martin d'Agencourt.
- En 1737, après mariage avec l'héritière Saint Martin, Sylvestre de Spada, puis son fils Charles de Spada sont seigneurs des lieux.
- En 1763, Charles de Spada vend la demeure à Jean-Baptiste Richard de Curtil qui est alors, écuyer, seigneur d'Ivry, Coraboeuf, Bligny, Curtil, Cussy-la-Colonne, Lacanche et mousquetaire de la garde du roi.
- En 1775, les terres d'Ivry et de Corcelles sous Molinot sont érigées en marquisat, de Curtil devient d'Ivry.
- En 1789, Nicolas Richard d'Ivry (1762-1850, 2e marquis d'Ivry) émigra avec sa femme en Suisse et servit aux dragons d'Enghien dans l'Armée de Condé. Rentré en France le Consulat le mit sous surveillance pour un temps à Autun à compter de septembre 1800.
- En 1850 le compositeur Paul de Richard d'Ivry (1829-1903, 3e marquis d'Ivry), y réalise des œuvres musicales et fait remanier en 1860 le corps de logis et l'aile nord dans le goût néo-XVIIe siècle.
- De 1903 à 1957, le château passe entre les mains de Pierre Richard d'Ivry dernier marquis d'Ivry.
- De 1910 à 1972, le château est quasi inhabité.
- De 1940 à 1945 (Seconde Guerre mondiale), le château est occupé par une unité française, puis par des officiers allemands (des portes gardent la trace d'écriture allemande), puis par le maquis.
- En 1957, la propriété passe au baron Gérard Law de Lauriston-Boubers. Le baron est toujours le propriétaire actuel.
- Entre 1972 et 2003, le baron de Lauriston lance un programme de réfection du domaine.
- Depuis 1996, un arboretum est mis en place.
- En 2012, Patrice et Inès de Lauriston instaurent des concerts et expositions au château.

## Iconographie
Jean-Baptiste Lallemand représenta le château dans les années 1760.

## Armoiries
- Famille de Coraboeuf (armes parlantes): d'azur au bœuf d'or, au chef d'argent chargé de deux cors de gueules enguichés et liés d'azur.
- Famille de Salins (Salins la Tour); de gueules à la tour d'or maçonnée de sable.
- Catherine de Mypont: d'azur au chevron d'or.
- Famille de Collonge: d'argent à trois merlettes d'azur.
- Famille d'Esdouard (Edouard): d'or à deux jumelle d'azur supportant chacune un lion léopardé de gueules.
- Famille de Saint Martin: de gueules au sautoir d'or.
- Famille Spada: de gueules à trois épées d'argent les pointes en haut, garnies d'or, au chef cousu d'azur chargé de trois fleurs de lys d'or.
- Famille Richard d'Ivry: d'azur au chef cousu de gueules chargé de trois besants d'or.
- Famille Law de Lauriston-Boubers: Parti au I, d'hermine à la cotice de gueules accompagné de deux coqs d'azur, un en chef, l'autre en pointe, au II d'or à l'estrez de gueules chargée de neuf coquilles versées d'argent.

## Sources, Bibliographie

### Histoire et description
- Sur place: 5 panneaux aux murs internes du donjon (3 au mur Sud + 2 au mur Est), relatant l'histoire du château et la filiation des familles propriétaire, ainsi que quatre vitrines agencées autour du piler central.
- Sur place, Plan guide (21 cm x 29,7 cm) intitulé: Château de Coraboeuf monument historique privé, plan et sens de la visite.
- Florence Vignier : Châteaux en terre Bourguignonnes.Éditions de l'escargot savant.Dépôt légal novembre 2012. (ISBN 978-2-918299-34-9) pages 98 à 103.
- Frédéric Sartiaux : Châteaux et nobles demeures de Côte-d'Or.Éditions Dominique Guénot.Dépôt légal novembre 2011. (ISBN 978-2-87825-503-4) pages 46 à 49.
- Florence Vignier : Guide des châteaux de France (21) Côte-d'Or.Hérmé, dépôt légal septembre 1985. (ISBN 2 86665 015 8) pages 103 à 105.
- Yvan Christ (Dir) et Florence Vignier : Dictionnaire des châteaux de France, Bourgogne Nivernais.Éditions Berger Levrault, 1980. (ISBN 2-7013-0363-X) pages 173 et 174.

### Pour la période 1789-1800
- Paul Montarlot : Les émigrés de Saône et Loire, Première partie (suite) -Ivry (Nicolas Richard, marquis d').Mémoires de la Société Éduenne, nouvelle série, tome XLIV, Autun, imprimerie L Taverne et Ch Chandioux, pages 181 à 183.

### Pour les armoiries
- Harold de Fontenay : Armorial de la ville d'Autun.Dejussieu, 1868.
- Bernard Leblanc : Armorial du Pays d'Arnay.Les amis du Pays d'Arnay éditeur, 2003.